# Mustang (album)
| Recensione    | Giudizio |
| ------------- | -------- |
| Allmusic      | [ 1 ]    |
| Sputnik Music | 4.0/5    |

Mustang è il nono album in studio del gruppo dance rock statunitense Electric Six.

## Tracce
1. Nom de plume – 2:23
2. Jessica Dresses Like a Dragon – 3:36
3. Show Me What Your Lights Mean – 2:55
4. Adam Levine – 2:39
5. Cranial Games – 2:55
6. The New Shampoo – 3:38
7. Iron Dragon – 3:59
8. Late Night Obama Food – 4:00
9. I Never Fucked Her – 3:34
10. Miss Peaches Wears an Iron Dress – 3:18
11. Unnatural Beauty – 3:23
12. Gimme the Eyes – 3:36
13. Skin Traps – 3:05
14. Cheryl vs. Darryl – 4:14

## Formazione
- Dick Valentine - voce
- Da Ve - chitarra
- Johnny Na$hinal - chitarra
- Smorgasboard - basso
- Tait Nucleus - tastiera
- Percussion Word - batteria

Personale aggiuntivo
- Jason Pearce - conga
- Annalisa Pavone - cori
- Bradley Stern - sassofono
- Kendyl Loewen - cori
- Melody Malosh - cori
- Emma Guzman - cori
- Natalie Fedirko - cori
- Carrie Acosta - cori
- Meaghan Degrave - cori
- Eva Droege - cori